# Ron Woodroof
Ron Woodroof (3. února 1950 Dallas, USA – 12. září 1992, tamtéž) byl americký elektrikář. V polovině 80. let, když mu bylo 35 let, se nakazil virem HIV. Ve snaze získat životní čas hledal jakékoli možnosti léčby a neváhal je využít, i když se při tom dopouštěl překračování zákonů. Založil Dallas Buyers Club, ve kterém nemocným prodával neschválené léky propašované do USA, a mnoha z nich tak prodloužil život.
Z různých zemí (především z Mexika, ale i Japonska, Švédska nebo Izraele) pašoval léky, jejich použití nebylo v dané době schváleno vládním Úřadem pro kontrolu potravin a léčiv (FDA). Tento úřad Woodroof za jeho pomalý postup nakonec zažaloval. V roce 1992 měl Dallas Buyers Club 4000 pravidelných zákazníků a dodával až 112 druhů léčiv, z nichž žádné nebylo schváleno FDA.
Lékaři dávali Woodrofovi při sdělení diagnózy 30 dní života – díky svému přístupu a léčivům, která si dokázal opatřit, dokázal svůj čas prodloužit na sedm let.
Woodroof byl třikrát ženatý, všechna manželství skončila rozvodem.

## Ve filmu
Zápas Rona Woodroofa s AIDS i s americkými úřady se stal předlohou filmu Klub poslední naděje (v originále Dallas Buyers Club). Hlavní roli ztvárnil Matthew McConaughey. Za svůj herecký výkon v roli, kvůli jejímuž věrohodnému ztvárnění zhubl o 20 kg, získal za rok 2013 Oscara.
Woodroof je ve filmu vykreslen jako jezdec rodea a homofob. Ve skutečnosti nebyl aktivním jezdcem, jen fanouškem rodea. Pokud jde o jeho homofobní postoje, podle scenáristy filmu odpovídají jeho skutečným názorům, naopak podle jiných svědectví měl ve skutečnosti vztahy jak s ženami, tak s muži.